# Phytocoris tenuis
Phytocoris tenuis är en insektsart som beskrevs av Van Duzee 1920. Phytocoris tenuis ingår i släktet Phytocoris och familjen ängsskinnbaggar. Inga underarter finns listade i Catalogue of Life.